# Colligny-Maizery
Colligny-Maizery (Duits:Colligny-Macheringen) is een gemeente in het arrondissement Metz in het Franse departement Moselle in de regio Grand Est. De gemeente telde 564 inwoners op 1 januari 2022.

## Geschiedenis
Colligny-Maizery is een fusiegemeente die op 1 juni 2016 ontstaan is uit de voormalige gemeenten Colligny en Maizery.

## Geografie
De oppervlakte van Colligny-Maizery bedraagt 6,77 vierkante kilometer; Op 1 januari 2022 was de bevolkingsdichtheid 83,3 inwoners per km².
Colligny-Maizery grenst aan de gemeenten Courcelles-Chaussy, Laquenexy, Marsilly, Ogy-Montoy-Flanville, Pange, Retonfey en Silly-sur-Nied.

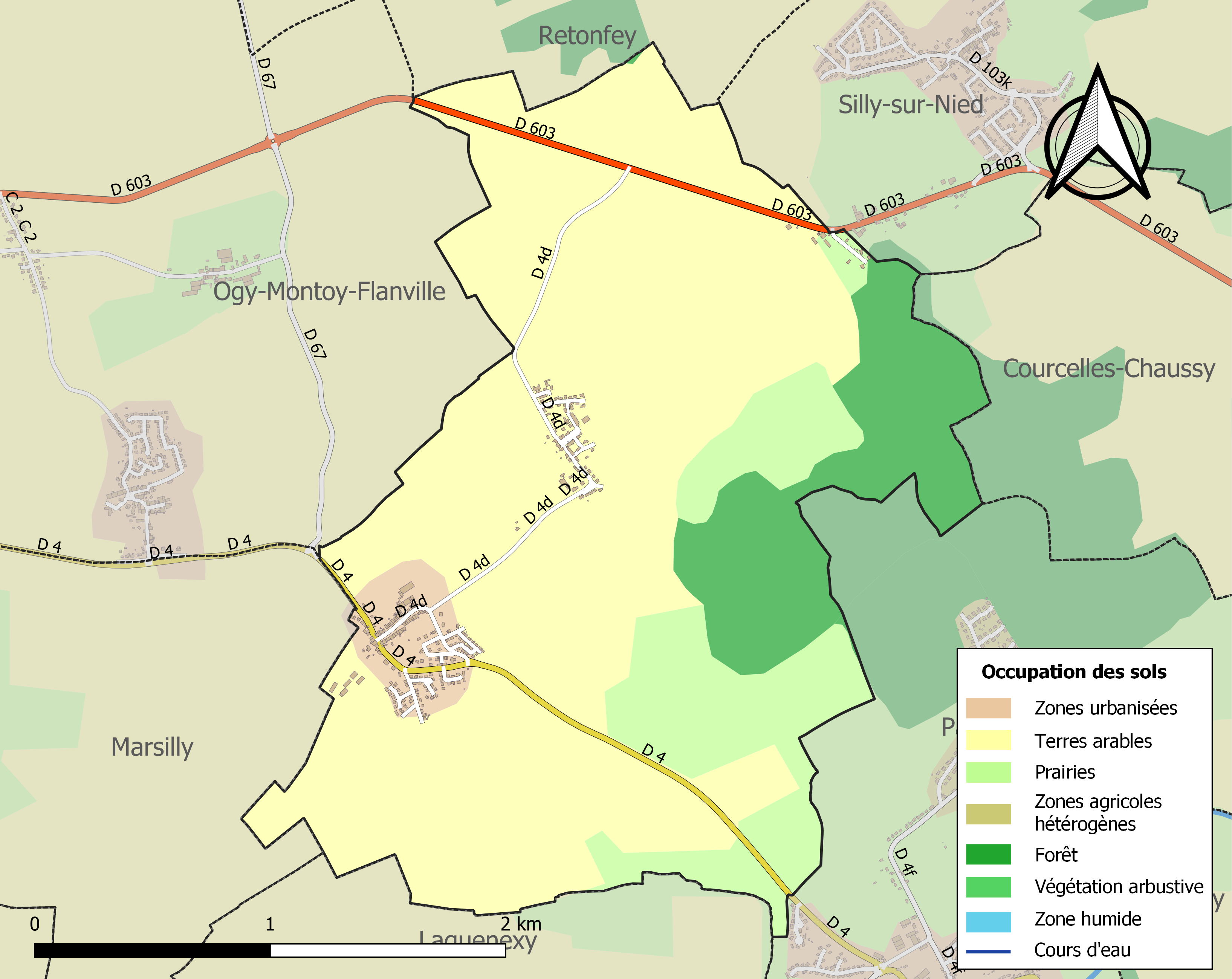
Kaart van de gemeente met de belangrijkste infrastructuur, bodemgebruik en omliggende gemeenten

Antilly · Argancy · Ars-Laquenexy · Ay-sur-Moselle · Bazoncourt · Burtoncourt · Chailly-lès-Ennery · Charleville-sous-Bois · Charly-Oradour · Chesny · Chieulles · Coincy · Colligny-Maizery · Courcelles-Chaussy · Courcelles-sur-Nied · Ennery · Les Étangs · Failly · Flévy · Glatigny · Hayes · Jury · Laquenexy · Maizeroy · Malroy · Marsilly · Mécleuves · Mey · Noisseville · Nouilly · Ogy-Montoy-Flanville · Pange · Peltre · Raville · Retonfey · Saint-Hubert · Saint-Julien-lès-Metz · Sainte-Barbe · Sanry-lès-Vigy · Sanry-sur-Nied · Servigny-lès-Raville · Servigny-lès-Sainte-Barbe · Silly-sur-Nied · Sorbey · Trémery · Vantoux · Vany · Vigy · Vry
1. 1 2  Populations de référence 2022.